# Med Knippel og hvide Handsker
Med Knippel og hvide Handsker er en amerikansk stumfilm fra 1920 af Harry Beaumont.

## Medvirkende
- Tom Moore som Travers Gladwyn
- Jean Calhoun som Helen
- Jerome Patrick som Alf Wilson
- Harry Dunkinson som Phelan
- Raymond Hatton som Whitney Barnes
- Priscilla Bonner som Sadie
- Kate Lester som Mrs. Burton
- Hardee Kirkland
- Maurice Bennett Flynn som Kearney
- George Kuwa som Bareatto
- Albert Edmondson som Watkins